# Peter Roquette
Pour les articles homonymes, voir Roquette.
Peter Jaques Roquette (né le 8 octobre 1927 à Königsberg et mort le 24 février 2023 à Heidelberg) est un mathématicien allemand spécialiste de géométrie algébrique, d'algèbre et de théorie des nombres.

## Biographie
Roquette a étudié à Erlangen, Berlin et Hambourg et a soutenu en 1951 une thèse dirigée par Helmut Hasse,, dans laquelle il donnait une nouvelle démonstration de l'hypothèse de Riemann pour les corps de fonctions sur des corps finis (prouvée en 1940 par André Weil). En 1951-52, il fut assistant à l'Institut de recherches mathématiques d'Oberwolfach et de 1952 à 1954, à l'université de Munich, où soutint son habilitation. De 1954 à 1956, il était à l'Institute for Advanced Study de Princeton. Il fut Privatdozent, en 1954 à Munich puis, de 1956 à 1959, à Hambourg. En 1959, il devint professeur extraordinaire à l'université de la Sarre et la même année, à l'université Eberhard Karl de Tübingen. À partir de 1967, il fut professeur à l'université de Heidelberg, où il devint professeur émérite en 1996.

## Œuvre
Roquette a travaillé sur les corps de nombres, les corps de fonctions et les corps p-adiques. Il a aussi appliqué à la théorie des nombres des méthodes de théorie des modèles (arithmétique non standard), en partie avec Abraham Robinson, avec qui il a redémontré le théorème de Siegel-Mahler (sur la finitude de l'ensemble des points entiers sur une courbe de genre g > 0) par des méthodes non standard. Il a aussi publié une série de travaux sur l'histoire des mathématiques, en particulier sur les écoles de Helmut Hasse et Emmy Noether. En 1975, il fut coéditeur des œuvres complètes de Helmut Hasse et réédita une conférence de théorie de nombres de Erich Hecke de 1920.
Roquette est membre depuis 1978 de l'Académie des sciences de Heidelberg et depuis 1985 de l'Académie allemande des sciences Leopoldina ainsi que docteur honoris causa de l'université de Duisbourg et Essen et membre honoraire de la Société mathématique de Hambourg (de). En 1958, il a été orateur invité au congrès international des mathématiciens à Édimbourg ; sa conférence s'intitulait : Some fundamental theorems on abelian function fields.
Il a eu plus de trente étudiants de thèse : Gerhard Frey, Franz Lemmermeyer, Falko Lorenz (de), Horst-Günter Zimmer, etc.

## Publications
- Analytic theory of elliptic functions over local fields, Vandenhoeck & Ruprecht, 1970
- avec Franz Lemmermeyer (éd.), Die Korrespondenz von Helmut Hasse und Emmy Noether 1925 bis 1935, Niedersächsische Staats- und Universitätsbibliothek, 2006
- avec Günther Frei (éd.), Emil Artin und Helmut Hasse - die Korrespondenz 1923-1934, Universitätsverlag Göttingen, 2008
- The Brauer-Hasse-Noether Theorem in Historical Perspective, Schriften der Mathem.-Naturwiss. Klasse der Heidelberger Akademie der Wissenschaften, Springer-Verlag, 2005
- Anthony V. Geramita et Paulo Ribenboim (éd.), Collected Papers of Peter Roquette, 3 volumes, Queens Papers in Pure and Applied Mathematics, vol. 118, Kingston, Ontario, Queens University, 2002
- avec Alexander Prestel, Formally p-adic Fields, Lecture Notes in Mathematics, Springer-Verlag, 1984